# غوشنة أندلسية
غوشنة أندلسية (الاسم العلمي: Morchella andalusiae) هي نوع من الفطريات يتبع جنس الغوشنة من الفصيلة الغوشنية.